# Ideal (Georgia)
Ideal – miasto w Stanach Zjednoczonych, w stanie Georgia, w hrabstwie Macon.